# 500 miles d'Indianapolis 1967

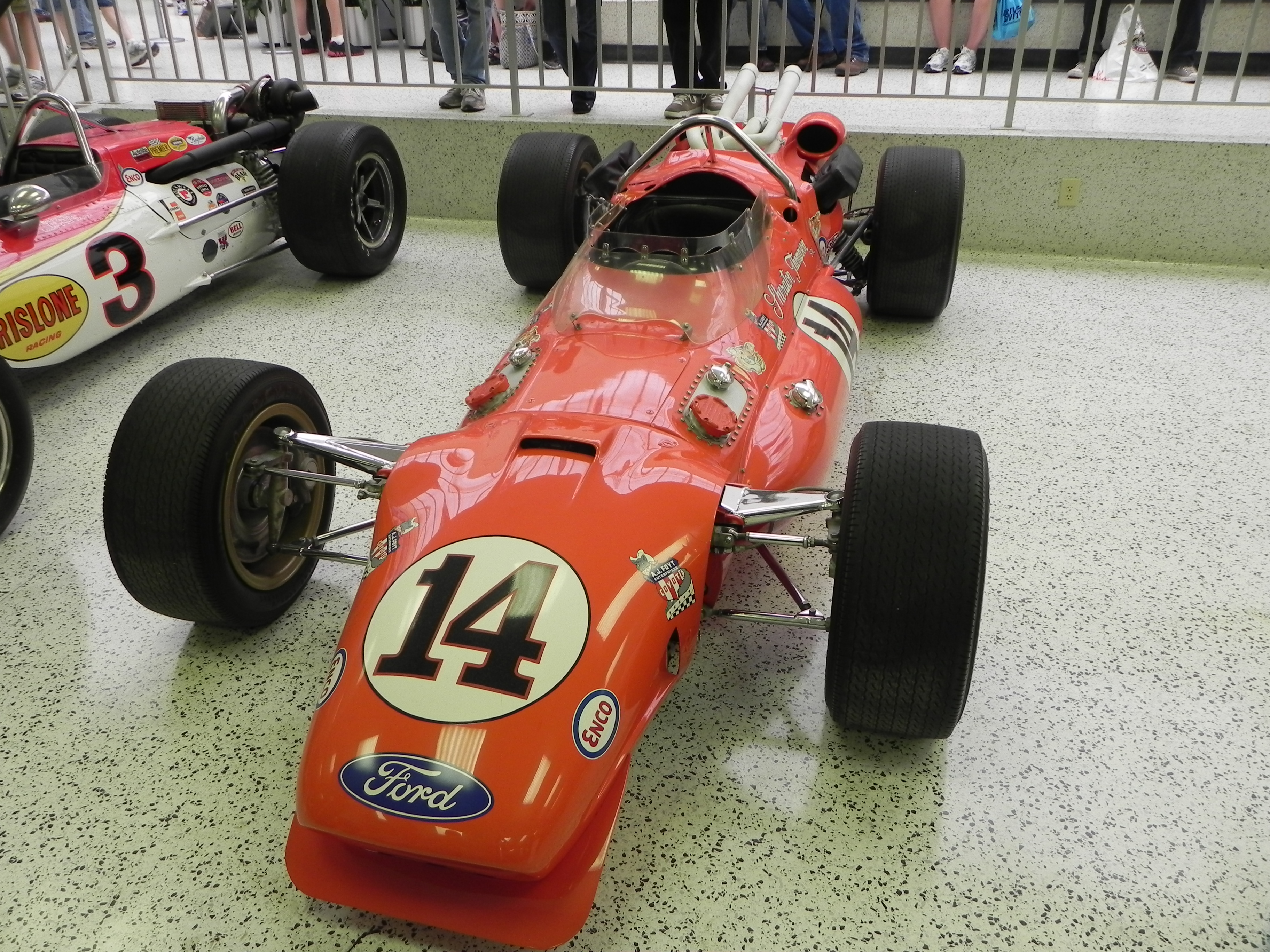
La Coyote-Ford de A. J. Foyt, victorieuse de l'édition 1967 des 500 miles d'Indianapolis.

Les 500 miles d'Indianapolis 1967, courus sur l'Indianapolis Motor Speedway et organisés les mardi 30 et mercredi 31 mai 1967, ont été remportés par le pilote américain A. J. Foyt au volant d'une Coyote-Ford.

## Grille de départ
| Ligne | Intérieur         | Milieu           | Extérieur        |
| 1     | Mario Andretti    | Dan Gurney       | Gordon Johncock  |
| 2     | A. J. Foyt        | Joe Leonard      | Parnelli Jones   |
| 3     | Lloyd Ruby        | Bobby Unser      | Al Unser         |
| 4     | George Snider     | Jim McElreath    | Bobby Grim       |
| 5     | Art Pollard       | Mel Kenyon       | Wally Dallenbach |
| 6     | Jim Clark         | Ronnie Duman     | Arnie Knepper    |
| 7     | Johnny Rutherford | Cale Yarborough  | Larry Dickson    |
| 8     | Roger McCluskey   | Carl Williams    | Denny Hulme      |
| 9     | Bud Tingelstad    | LeeRoy Yarbrough | Chuck Hulse      |
| 10    | Bob Veith         | Jackie Stewart   | Jerry Grant      |
| 11    | Graham Hill       | Jochen Rindt     | Al Miller II     |

La pole a été réalisée par Mario Andretti à la moyenne de 271,950 km/h. Il s'agit également du meilleur temps des qualifications.

## Classement final
| Pos. | Pilote               | Voiture                    | Tours | Temps/Abandon       |
| 1    | A. J. Foyt           | Coyote-Ford                | 200   |                     |
| 2    | Al Unser             | Lola-Ford                  | 198   |                     |
| 3    | Joe Leonard          | Coyote-Ford                | 197   |                     |
| 4    | Denny Hulme (R)      | Eagle-Ford                 | 197   |                     |
| 5    | Jim McElreath        | Moore-Ford                 | 197   |                     |
| 6    | Parnelli Jones       | Granatelli-Pratt & Whitney | 196   | transmission        |
| 7    | Chuck Hulse          | Lola-Offenhauser           | 195   | accident            |
| 8    | Art Pollard (R)      | Gerhardt-Offenhauser       | 195   |                     |
| 9    | Bobby Unser          | Eagle-Ford                 | 193   |                     |
| 10   | Carl Williams        | BRP-Ford                   | 189   | accident            |
| 11   | Bob Veith            | Gerhardt-Offenhauser       | 189   |                     |
| 12   | Gordon Johncock      | Gerhardt-Ford              | 188   | accident            |
| 13   | Bobby Grim           | Gerhardt-Offenhauser       | 187   | accident            |
| 14   | Bud Tingelstad       | Gerhardt-Ford              | 182   | accident            |
| 15   | Larry Dickson        | Lotus-Ford                 | 180   | accident            |
| 16   | Mel Kenyon           | Gerhardt-Offenhauser       | 177   | accident            |
| 17   | Carl Yarborough      | Vollstedt-Ford             | 176   | accident            |
| 18   | Jackie Stewart       | Lola-Ford                  | 168   | moteur              |
| 19   | Roger McCluskey      | Eagle-Ford                 | 165   | moteur              |
| 20   | Jerry Grant          | Eagle-Ford                 | 162   | moteur              |
| 21   | Dan Gurney           | Eagle-Ford                 | 160   | moteur              |
| 22   | Arnie Knepper        | Cecil-Ford                 | 158   | moteur              |
| 23   | Ronnie Duman         | Shrike-Offenhauser         | 154   | arrivée d'essence   |
| 24   | Jochen Rindt (R)     | Eagle-Ford                 | 108   | moteur              |
| 25   | Johnny Rutherford    | Eagle-Ford                 | 103   | accident            |
| 26   | George Snider        | Mongoose-Ford              | 99    | accident            |
| 27   | LeeRoy Yarbrough (R) | Vollstedt-Ford             | 87    | accident            |
| 28   | Al Miller II         | Gerhardt-Ford              | 74    | température d'huile |
| 29   | Wally Dallenbach (R) | Huffaker-Offenhauser       | 73    | accident            |
| 30   | Mario Andretti       | Hawk-Ford                  | 58    | roue perdue         |
| 31   | Jim Clark            | Lotus-Ford                 | 35    | moteur              |
| 32   | Graham Hill          | Lotus-Ford                 | 23    | moteur              |
| 33   | Lloyd Ruby           | Mongoose-Offenhauser       | 3     | moteur              |

Un (R) indique que le pilote était éligible au trophée du "Rookie of the Year" (meilleur débutant de l'année), attribué à Denny Hulme.

## À noter

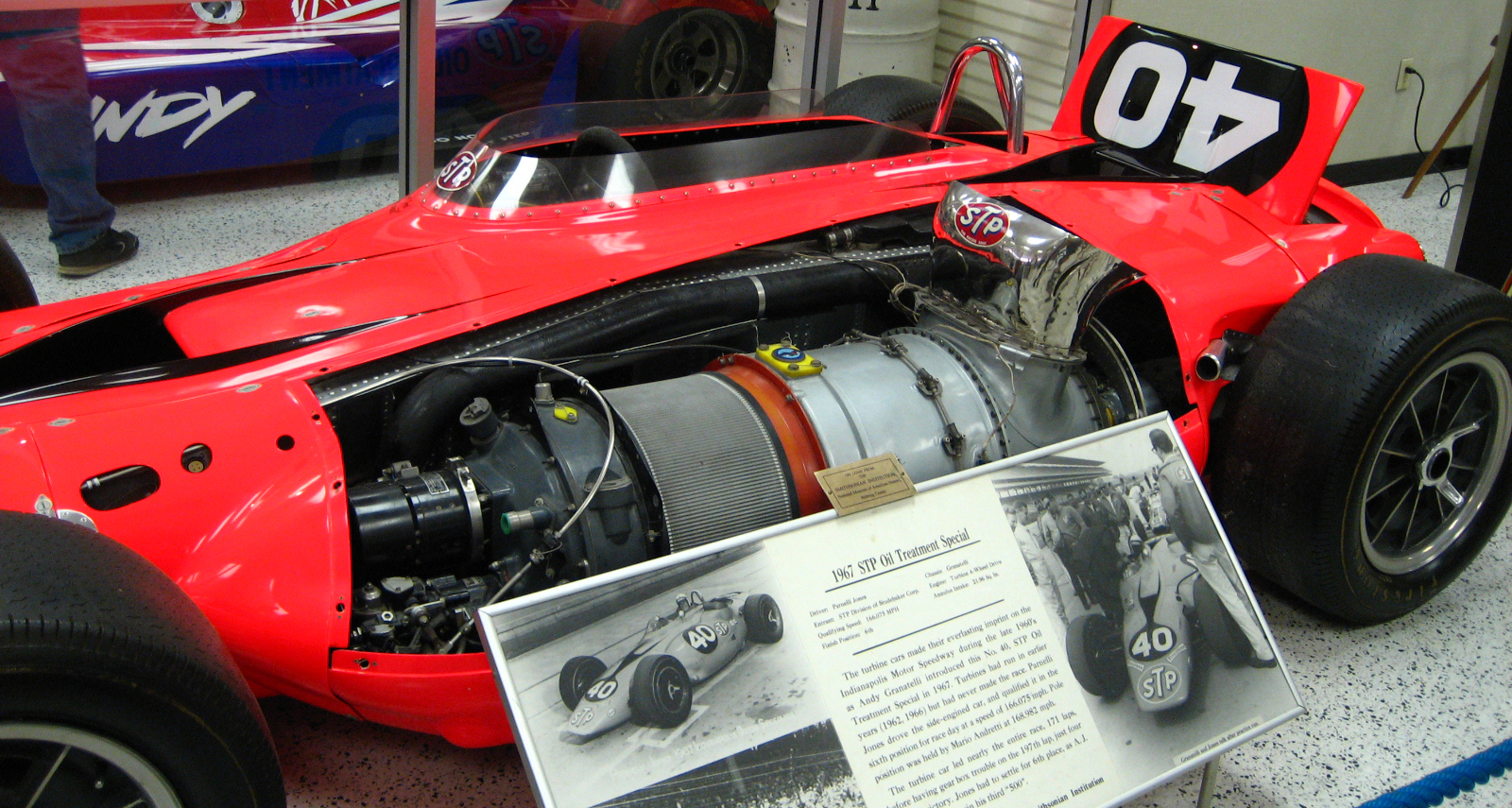
Silent Sam, la Granatelli à turbine Pratt & Whitney de Parnelli Jones

- Après 19 tours couverts le lundi 30 mai, l'épreuve est interrompue par la pluie et ne s'achève que le lendemain.
- La course est dominée par Parnelli Jones au volant de l'étonnante voiture à turbine (surnommée "Silent Sam" en raison de son discret sifflement caractéristique). Mais un problème de transmission en fin de course le contraint à l'abandon et offre la victoire à A.J. Foyt.

## Sources
- (en) Résultats complets sur le site officiel de l'Indy 500